# Penguin Heights
Die Penguin Heights (englisch; japanisch ペンギン台 Pengin Dai, beiderseits übersetzt Pinguinhöhen) sind verhältnismäßig niedrige und felsige Anhöhen an der Kronprinz-Olav-Küste des ostantarktischen Königin-Maud-Lands. Sie ragen 1,5 km südwestlich des Kap Hinode auf.
Luftaufnahmen und Vermessungen einer von 1957 bis 1962 durchgeführten japanischen Antarktisexpedition dienten ihrer Kartierung. Die japanische Benennung aus dem Jahr 1973 übertrug das Advisory Committee on Antarctic Names zwei Jahre später ins Englische.